# San Antonio Scorpions
El San Antonio Scorpions, también conocido como Scorpions, fue un equipo de fútbol de Estados Unidos de la ciudad de San Antonio, que jugaba en la North American Soccer League (2011) (NASL) en la segunda división de ese país. La franquicia fue fundada en 2010.

## Historia
Fue creado en el año 2010 y se uniría a la NASL en la temporada 2012, y su dueño es el empresario y filántropo Gordon Hartman.
El primera partido del club fue ante los Atlanta Silverbacks y terminó con empate 0-0 y su primer juego de local fue el 15 de abril del 2012 ante el Puerto Rico Islanders, perdiendo por marcador de 0-4.
El primer gol de los Escorpiones fue de Pablo Campos ante el Fort Lauderdale Strickers en un partido que terminó 2-2, y el otro gol lo hizo Hans Denissen para darle al equipo sus primeros puntos de local en la NASL

## Estadio
"Toyota Field" es un estadio específico de fútbol situado en San Antonio (Texas, Estados Unidos). Situado junto al Estadio Heroes, y adyacente al Complejo estrella del fútbol y de las Maravillas de Morgan, la instalación abrió sus puertas el 13 de abril de 2013. Es el estadio de los San Antonio Scorpions, que juegan en la North American Soccer League. Cuenta con una capacidad inicial para 8296 espectadores (en el caso de los partidos de fútbol) y para 13.000 asistentes (si se organizan conciertos y festivales). Hay un proyecto en tres fases, para aumentar la capacidad del estadio hasta las 18.000 plazas. En la actualidad, su diseño está en la Fase 1. Toyota es actualmente el patrocinador y tiene los derechos del nombre de la instalación.

## Entrenadores
- Tim Hankinson (2012–13)
- Alen Marcina (2013–2015)[5][6]

## Jugadores

### Jugadores destacados
- Pablo Campos
- Marvin Chávez
- Ryan Cochrane
- Jeff Cunningham
- Hans Denissen
- Jonathan Greenfield
- Bryan Jordan
- Wes Knight
- Aaron Pitchkolan
- Javier Saavedra
- Tomasz Zahorski
- Eriq Zavaleta

#### Plantilla 2014/15
- = Lesionado de larga duración
- = Capitán

## Honores

### Liga
- NASL Soccer Bowl
  - Campeón: 2014

- NASL Regular Season
  - Spring Champions:
  - Fall Champions: 2014
  - Woosnam Cup: 2012
    - Subcampeón: 2014

### Amistoso
- deeproot Funds Cup: 2014[7]